# Holly (Michigan)
Holly é uma aldeia localizada no estado americano de Michigan, no Condado de Oakland.

## Demografia
Segundo o censo americano de 2000, a sua população era de 6135 habitantes.
Em 2006, foi estimada uma população de 6378, um aumento de 243 (4.0%).

## Geografia
De acordo com o United States Census Bureau tem uma área de 8,0 km², dos quais 7,2 km² cobertos por terra e 0,8 km² cobertos por água.

## Localidades na vizinhança
O diagrama seguinte representa as localidades num raio de 16 km ao redor de Holly.